# Circles Around This Town
«Circles Around This Town» — песня американской исполнительницы кантри-музыки Марен Моррис. Она была написана Моррис вместе с её мужем Райаном Хердом, Джулией Майклз и Джимми Роббинсом. Она была выпущена 7 января 2022 года в качестве лид-сингла третьего студийного альбома Моррис Humble Quest. Песня получила положительные отзывы критиков и была номинирована на 65-й ежегодной премии «Грэмми» в двух категориях: «Лучшая песня в стиле кантри» и «Лучшее сольное исполнение в стиле кантри».

## История
Марен Моррис впервые достигла коммерческого прорыва в 2016 году с синглом «My Church». Эта песня помогла ей заключить контракт на запись и выпустить альбом на крупном лейбле, который породил ещё несколько кантри-хитов. За ним последовали ещё несколько коммерчески успешных синглов, а также крупные отраслевые награды. Моррис написала песню «Circles Around This Town» в рамках подготовки к своему следующему студийному альбому. По словам Моррис, она была написана вместе с Райаном Хёрдом и Джулией Майклз осенью 2020 года в период «глубокого отсутствия вдохновения». Это был один из первых раз, когда она писала в соавторстве лично с момента начала пандемии COVID-19. По словам Моррис, ей было трудно писать материал виртуально из-за отсутствия свободных мест.
Концепция песни основана на пути Моррис к успеху в кантри, описывая её путь переезда в Нэшвилл, штат Теннесси, и подписания контракта на запись. «Я надеюсь, что когда слушатели услышат её, они смогут услышать частичку себя в этой истории, даже если она моя», — сказала она CMT. Трек был записан с продюсером Грегом Кёрстином. «Мне нужно было сделать эту запись, чтобы вытащить себя из странной скуки, депрессии, которые, я думаю, испытывает каждый человек на этой планете в последние пару лет», — объяснила она процесс записи.

## Отзывы
«Circles Around This Town» получил положительные отзывы критиков. Джон Фриман из Rolling Stone высоко оценил его производство: «„Circles Around This Town“ движется в том же духе, что и „ambling groove“, ставший важной частью звучания Моррис — неторопливый и подкреплённый гранжевым гитарным риффом». Билли Дьюкс в своей рецензии отметил авторскую работу альбома: «Как и в случае с дебютным синглом, Моррис возвращает нас на переднее сиденье своего автомобиля для получения творческого вдохновения. Сейчас это так же актуально, как и пять лет назад».
Джессика Николсон из Billboard написала, что «песня воплощает более хрустящую, более корневую вибрацию, чем другие недавние песни», найдя сходство с «My Church» и «80s Mercedes». Сэм Содомски из Pitchfork также нашёл в песне поиск Моррисом самых ранних созвучий, отметив, что «Моррис отошёл от глянцевого стиля, […] взяв влияние у таких авторов-исполнителей, как Патти Гриффин и Кэрол Кинг».

## Награды и номинации
| Год  | Церемония        | Награда                                             | Результат | Ссылка |
| ---- | ---------------- | --------------------------------------------------- | --------- | ------ |
| 2022 | CMT Music Awards | Female Video of the Year                            | Номинация | [ 10 ] |
| 2023 | Grammy Awards    | Премия «Грэмми» за лучшую кантри-песню              | Номинация | [ 11 ] |
| 2023 | Grammy Awards    | Премия «Грэмми» за лучшее сольное кантри-исполнение | Номинация | [ 11 ] |

## Музыкальный клип
Режиссёром клипа на песню «Circles Around This Town» стал Харпер Смит. Он черпал вдохновение в клипах исполнителей 1990-х годов. По словам Моррис, она ценит эстетику видеоклипов этого десятилетия. «Меня всегда вдохновляли индустриальные, выдуманные цвета музыкальных клипов 90-х, поэтому мы с [режиссёром] Харпером Смитом хотели, чтобы эстетика этого видео отражала зернистое, дьявольское отношение всех моих женских героев той эпохи: Шерил, Фионы, Аланис». В клипе появляется Реба МакЭнтайр, которую можно увидеть в телевизионной рекламе. Премьера клипа состоялась в тот же день, что и релиз сингла.

## Чарты
| Чарт (2022)                         | Высшая позиция |
| ----------------------------------- | -------------- |
| Канада (Billboard Canadian Hot 100) | 71             |
| Канада (Billboard Country)          | 7              |
| Новая Зеландия (RMNZ)               | 30             |
| США (Billboard Hot 100)             | 52             |
| США (Billboard Country Airplay)     | 9              |
| США (Billboard Hot Country Songs)   | 9              |

| Чарт (2022)                       | Позиция |
| --------------------------------- | ------- |
| США Billboard Hot 100             | 100     |
| США Country Airplay (Billboard)   | 31      |
| США Hot Country Songs (Billboard) | 25      |

## Сертификации
| Регион                                                                      | Сертификация | Продажи |
| --------------------------------------------------------------------------- | ------------ | ------- |
| Канада (Music Canada)                                                       | Золотой      | 40 000  |
| США (RIAA)                                                                  | Золотой      | 500 000 |
| Данные о продажах + прослушиваниях приведены только на основе сертификации. |              |         |